# Koltur
Koltur is een eiland van de Faeröer gelegen ten westen van Streymoy en ten noorden van Hestur; het heeft een oppervlakte van 2,5 km². De hoogste berg is de Uppi á Oyggi, ook wel Kolturshamar genoemd en 477 m. hoog. Deze beslaat de noordelijke punt van het eiland en loopt daar steil naar de zee af. Het zuidelijk deel is vlakker en bereikt een maximale hoogte van 110 meter. Aan de oostkust van het eiland is een kleine haven.

## Geschiedenis
Koltur is al sinds de Middeleeuwen bewoond. In de 16e eeuw werd het onder de naam Kolther vermeld op kaarten. Op dat moment woonde er slechts een handjevol mensen.
Pas in de 19de eeuw nam het aantal inwoners toe. Rond 1900 telde de bevolking zo'n honderd personen en was er zelfs een schooltje op het eiland. De onderwijzer pendelde dagelijks heen en weer van en naar Hestur, waar hij woonde.
Aangezien de middelen van bestaan beperkt bleven, nam in het midden van de 20ste eeuw de bevolking af en uiteindelijk werd het eiland verlaten.

## Huidige situatie
Begin jaren 90 raakte Koltur tijdelijk weer bewoond. Het echtpaar Lukka en Bjørn Patursson viel voor de charmes van het eiland en vestigde er zich. Zij bouwden een boerenbedrijf op, waar schapen en koeien, Schotse Galloway-runderen, gehouden worden.
Patursson stelde zich daarnaast ten doel om de ruïnes van het oude dorpje Koltur, even ten zuidoosten van zijn boerderij gelegen, als een soort openluchtmuseum te conserveren. Toeristen konden soms in de boerderij logeren. 
In 2024 verlieten de laatste inwoners het eiland. SIndsdien is het onbewoond.
In 1995 bezocht de Deense koningin Margrethe het eiland.

## Transport
Koltur heeft geen reguliere veerdienst met een van de andere eilanden. Wel vliegt er enige malen per week een helikopter van Atlantic Airways vanaf het vliegveld Vágar op het eiland.

## Flora en fauna
De flora en fauna van Koltur verschilt niet van die van de omringende eilanden. Langs de kust komen talrijke vogels voor: diverse soorten meeuwen en zeekoeten. In de zee rond het eiland zwemmen zeehonden en orka's.

## Externe link

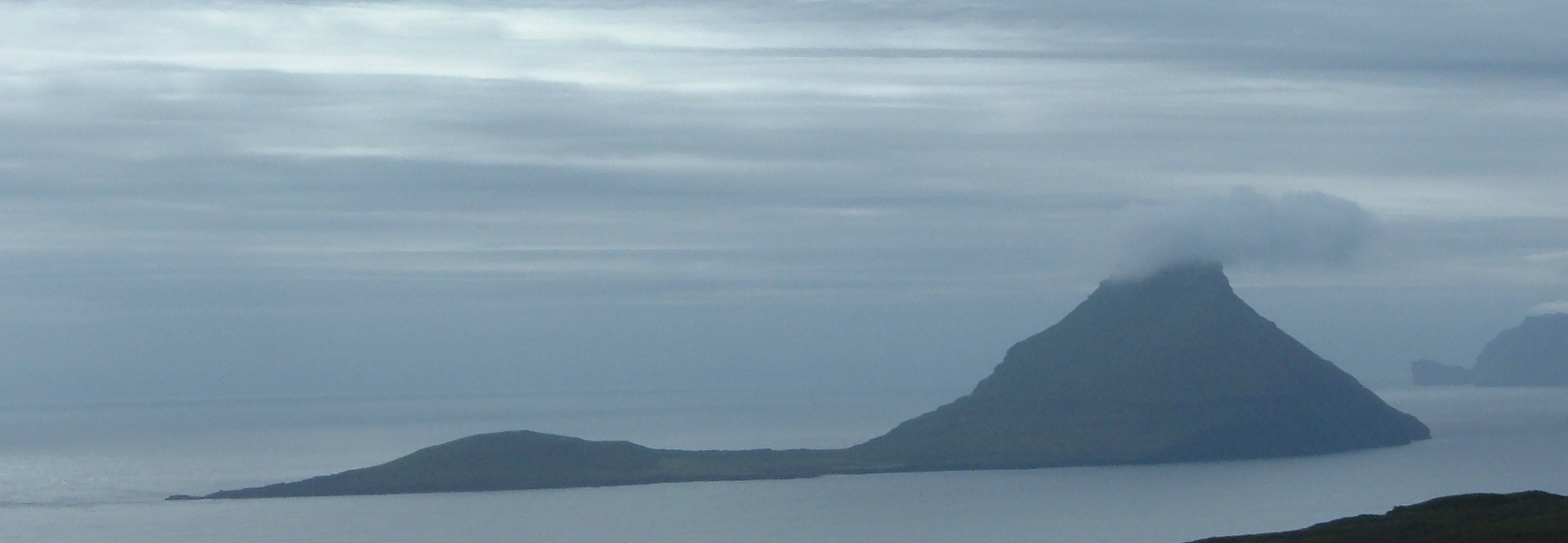
Koltur, gezien vanaf Streymoy